# Сиренко, Владимир Фёдорович
Владимир Фёдорович Сиренко (укр. Володимир Федорович Сіренко; род. 1 ноября 1960, Покровская Богачка, Хорольский район Полтавская область) — советский и украинский дирижёр, педагог, главный дирижёр и художественный руководитель Национального заслуженного академического симфонического оркестра Украины. В 2011—2013 годы главный дирижёр Национального камерного ансамбля «Киевские солисты». Лауреат Национальной премии имени Тараса Шевченко. Народный артист Украины (2008). Заслуженный деятель искусств Российской Федерации (2003). Профессор кафедры оперно-симфонического дирижирования Национальной музыкальной академии Украины имени П. И. Чайковского, член-корреспондент Академии искусств Украины.

## Биография
Родился в селе Покровская Богачка на Полтавщине. Отец — инженер сельхозтехники, мать — экономист.

## Обучение
- 1975 г. окончил на «отлично» Покровскобогачанскую музыкальную школу по классу баяна;
- 1976 г. на «отлично» восемь классов Покровскобагачанской средней школы;
- 1976 г. поступил в Полтавское государственное музыкальное училище имени Лысенко[укр.] по классу баяна на отделение народных инструментов.

Дирижированием увлекся, во время обучения в училище.
- С 1980 г. студент Киевской консерватории, где по классу баяна учился у Сергея Александровича Крапивы.

Параллельно занимался дирижированием у Анатолия Андреевича Семешко (ныне заслуженный деятель искусств Украины, профессор, заведующий кафедры инструментального и оркестрового исполнительства Института искусств Национального педагогического университета им. М. Драгоманова). При поддержке А. А. Семешко на четвёртом курсе Владимир Сиренко был переведён на кафедру оперно-симфонического дирижирования в класс профессора Аллина Григорьевича Власенко, заслуженного деятеля искусств УССР, народного артиста Украины, дирижёра Национальной оперы Украины им. Т. Г. Шевченко.
- 1985 г. — окончил оркестровый факультет консерватории.
- 1985—1987 гг. — служба в рядах Советской Армии, во Львовской области в пограничных войсках. За первые полгода проявил свои музыкальные умения и продолжал службу в ансамбле воинской части.
- 1989 г. — окончил дирижёрский факультет Киевской государственной консерватории им. П. И. Чайковского (класс профессора А. Г. Власенко). Получил диплом оперного и симфонического дирижёра.

## Творческие достижения
- 1983 г. — впервые выступил на сцене Национальной филармонии Украины (в программе концерта — произведения Стравинского, Булеза, Шенберга).
- с 1989  — ассистент дирижёра, позже второй дирижёр в Национальном заслуженном академическом симфоническом оркестре Украины.
- 1990 г. — победитель на Международном конкурсе дирижёров им. Вацлава Талиха (чешск. Václav Talich) в Праге.
- С 1991 года до 1999 года — главный дирижёр и художественный руководитель Заслуженного академического симфонического оркестра Национальной радиокомпании Украины.
- С 1999 года — возвращается главным дирижёром в Национальный симфонический оркестр Украины.
- С 2000 года — главный дирижёр и художественный руководитель Национального заслуженного академического симфонического оркестра Украины.
- С 2011 года — главный дирижёр Национального ансамбля «Киевские солисты».
- С 2012 года — профессор кафедры оперно-симфонического дирижирования Национальной музыкальной академии имени П. И. Чайковского

Но я не был новым человеком для оркестра. В него я пришёл в 89 году, сразу после консерватории. Год был ассистентом выдающегося мастера Игоря, а затем вторым дирижёром. А в 91 меня пригласили на Национальной радиокомпании Украины главным дирижёром и художественным руководителем. И уже в 99 снова вернулся в Национальный академический симфонический оркестр.Оригинальный текст (укр.)Але я не був новою людиною для оркестру. У нього я прийшов у `89 році, одразу після консерваторії. Рік був асистентом видатного майстра Ігора, а потім другим диригентом. А у 91 мене запросили на Національну радіокомпанію України головним диригентом і художнім керівником. І вже у `99 знову повернувся у Національний академічний симфонічний оркестр.— 

## Отличия и награды
- Орден князя Ярослава Мудрого V степени (28 ноября 2018 года) — за весомый личный вклад в развитие украинского музыкального искусства, многолетнюю плодотворную творческую деятельность и по случаю 100-летия со дня основания Национального заслуженного академического симфонического оркестра Украины[5]
- Народный артист Украины (3 декабря 2008 года) — за значительный личный вклад в развитие украинской культуры и симфонического искусства, высокий профессионализм и весомые творческие достижения[6]
- Заслуженный деятель искусств Украины (19 марта 1997 года) — за весомый личный вклад в развитие национальной культуры, высокий профессионализм[7]
- Заслуженный деятель искусств Российской Федерации (27 января 2003 года) — за большой вклад в развитие искусства и укрепление российско-украинских культурных связей[8]
- Лауреат Национальной премии Украины имени Тараса Шевченко (5 марта 2001 года) — за концертные программы 1995—2000 годов[9]
- член Комитета по Национальной премии Украины имени Тараса Шевченко[укр.][10]
- член Национального совета по вопросам культуры и духовности[11]
- член наблюдательного совета Национальной заслуженной академической капеллы «Думка»[12]
- член наблюдательного совета Национального ансамбля солистов «Киевская камерата»[12]
- член наблюдательного совета Национального одесского филармонического оркестра[12]
- член наблюдательного совета Национального академического духового оркестра Украины[укр.][12]
- член наблюдательного совета Национального академического театра оперы и балета имени Т. Г Шевченко[12]
- член наблюдательного совета Одесского национального академического театра оперы и балета[12]
- член межведомственной рабочей группы по вопросам подготовки и реализации проекта «Дом музыки»[13]

## Репертуар
Дирижёр воплотил следующие симфонические и ораториальные циклы:
- «Все симфонии Густава Малера»[14] (при участии симфонического оркестра Национальной филармонии Украины под руководством Николая Дядюры)[14]
- «Все симфонии Дмитрия Шостаковича» (при участии симфонического оркестра Национальной филармонии Украины под руководством Николая Дядюры);
- Произведения Иоганна Себастьяна Баха:
  - Месса си минор,
  - «Страсти»[15]:
    - «Страсти по Матфею»,
    - «Страсти по Иоанну»,
    - «Страсти по Марку»,
    - «Страсти по Луке» .
- «Фантастическая симфония» Гектора Берлиоза,
- «Реквием» Джузеппе Верди,
- «Юношеский концерт» в четырёх частях для фортепиано и струнного оркестра Игоря Голубева (мировая премьера)[16].

произведения композиторов:
- Евгения Федоровича Станковича
- Валентина Васильевича Сильвестрова
- Виталия Сергеевича Губаренко,
- Ревуцкого Льва Николаевича,
- Лятошинского Бориса Николаевича,
- Антона Брукнера
- Брамса Иоганнеса
- Чайковского Петра Ильича,
- Римского-Корсакова Николая Андреевича,
- Рахманинова Сергея Васильевича,
- Стравинского Игоря Федоровича,
- Шнитке Альфреда Гаррійовича.
- Рахманинова Сергея Васильевича,
- Стравинского Игоря Федоровича,

## Постановщик
Дирижёр-постановщик 9 опер, среди которых осуществлены впервые на Украине уникальные проекты :
- «Царь Эдип» Игоря Стравинского — монументальной оратории, когда спектакль состоялся на Майдане Независимости в Киеве в День Независимости Украины (1999)
- «Сестра Анджелика» Джакомо Пуччини — к 80-летию мировой оперной певицы Марии Каллас в Национальной филармонии Украины (2004)[14],
- Сценической кантаты «Кармина Бурана» Карла Орфа (2007) на Певческом поле в Киеве.

## Педагог
Профессор Национальной музыкальной академии Украины имени П. И. Чайковского, на сцене которой осуществил постановку опер Джузеппе Верди «Риголетто», «Водевиль» П. И. Чайковского, «Орфей и Эвридика» К. Глюка и других.

## Фестивали
Традиционно участвует во многих международных украинских музыкальных фестивалях:
- «Киев музыкфест»,
- «Музыкальные премьеры сезона» (Киев, Украина),
- «Киевские летние музыкальные вечера»,
- Международном фестивале классической музыки «Звезды планеты» (Ялта),
- «Биеннале украинского авангарда»,

и зарубежных международных фестивалях в Польше, Испании, Великобритании, Ливане и других странах.

## Гастроли
Постоянно и много гастролирует — Россия, Беларусь, США, Канада, Южная Корея, Франция, Италия, Германия, Испания, Нидерланды, Польша, Португалия, Словакия, Болгария, Бельгия, Великобритания, Израиль, Ливан, Япония, Турция и другие страны.

## Оркестры
Дирижировал оркестрами:
- Московской филармонии
- Санкт-Петербургской филармонии,
- Государственным симфоническим оркестром России имени Ф. Светланова,
- Национальным филармоническим оркестром России,
- Иерусалимским симфоническим оркестром,
- Братиславским оркестром радио,
- Бруклинским филармоническим оркестром(Нью-Йорк, США),
- Королевским филармоническим оркестром (Лондон),
- Оркестром Sinfonia Varsovia (Варшава, Польша).

## Сцены
Выступал на известных сценах:
- Большой зал Московской консерватории;
- Большой зал Санкт-Петербургской филармонии;
- Московского Международного Дома Музыки (ММДМ);
- парижских Театра опера Комик и Театра на Елисейских Полях (Франция);
- Консертгебау (Амстердам);
- центр Мануэля де Фалья (Гранада);
- Зал Национальной филармонии (Варшава)[пол.];
- Барбикан холл и Cadogan Hall (Лондон);
- Сеул — Арт — Центр (Корея);
- Рой Томпсон холл (Торонто).

Был приглашён в Лондон, где дирижировал Королевским филармоническим оркестром во время проведения в 2004 и 2008 годах Первого и Второго международных конкурсов скрипачей имени Бенджамина Бриттена.

## Отзывы и номинации
Первым из украинских дирижёров номинирован на высшую международную музыкальную награду  — премию GRAMMY-2005  — за запись произведения украинского композитора Валентина Сильвестрова «Реквием для Ларисы» (англ. Valentin Silvestrov «Requiem for Larissa» (ECM-B0002283-02 (CD)).

## Миссия
Одно из главных направлений в творчестве — исполнение, популяризация и первое прочтение произведений украинских композиторов, среди которых произведения:
- Б.Лятошинского,
- Е.Станковича,
- В. Сильвестрова,
- В.Губаренко,
- И. Карабица,
- М.Скорика.

Больше всего дирижёр тяготеет к интерпретации произведений романтического и насыщенно-экспрессивного звучания.

## Звукозапись
Первый из дирижёров Украины, кто был приглашён к сотрудничеству известной фирмой звукозаписи SONOVIDE, которая осуществляет записи музыки к сериалам («Санта Барбара», «Тарзан» и другие.).
Записал на студии SONOVIDE музыку к иностранным фильмам:
- «Зодчий теней» (США, Канада);
- «К концу времён» (ориг. название англ. «To the Ends of Time», 1996, США).

Записал музыку для более чем 20 украинских фильмов:
- Оружие Зевса (1991 г.)
- Выстрел в гробу (Киностудия имени А. Довженко, 1992 г.).
- Преступление со многими неизвестными («Укртелефильм», 1993 г.).

Совершил более 200 фондовых записей для Украинского радио и для CD-дисков, среди которых:
- Моцарт «Реквием» (AVV 011296)
- Дж. Верди «Реквием» (IREM 951201)
- Бетховен «Симфония № 9» (AVV 052096)
- Антонин Дворжак:
  - «Симфония № 7» (AVV 041896),
  - «Stabat Mater» (AVV 041896)
- Прокофьев:
  - «Александр Невский»;
  - Сюита № 2 — «Ромео и Джульетта» (AVV 031696)
- Бишара эль-Хури[англ.]: The Ruins of Beirut / Hill of Strangeness (8.557043)
- Владимир Гришко «Russian Opera Arias», Vol. 1 (8. 554843) Vol. 2 (8. 554844)
- Валентин Сильвестров «Реквием для Ларисы» (ECM- B0002283-02 (CD);
- Евгений Станкович[20] «Украина, славься» —
  - Ave Maria. Symphonic poem (Radio SO Ukraine)
  - The poem of greeve. (Orch. Radio SO Ukraine)
- Клара Вюрц[нем.] Plays Romantic Piano Music (ASIN: B000274T7Q)

и многие другие.

## Ссылка
- Страница Владимира Сиренко на Facebook
- Дирижер Владимир Сиренко (фан-сайт)
- Фотоальбом
- «…Это война со скрипками в руках». Владимир Сиренко — о жизни и творчестве, о «базисе» и «надстройке». Ольга Кизлова, 4 сентября, 2015рус.
- Черговим гостем kmbs CHANGE talks став — Володимир Сіренкоукр.